# Abdul Waheed Khan
Abdul Waheed Khan (Rajpur, 30 november 1936 – Karachi, 21 februari 2022) was een hockeydoelman uit Pakistan. 
Waheed Khan won met de Pakistaanse ploeg de gouden medaille tijdens de Olympische Spelen 1960 in Rome door in de finale India te verslaan. Dit was de eerste nederlaag voor India op de Olympische Spelen.

## Erelijst
- 1960 –  Olympische Spelen in Rome
- 1962  –  Aziatische Spelen in Jakarta
- 1966  –  Aziatische Spelen in Bangkok